# 키리모토 타쿠야
키리모토 타쿠야(桐本 拓哉, 1967년 7월 27일 ~ )는 일본의 배우, 성우로 기후현 출신이다. 

## 출연작품

### TV애니메이션
1999년
- ∀건담 (야니 오뷰스)
- B 비드맨 폭외전V (오캇피키봉)

2000년
- 최유기 시리즈 (2000년 - 2003년, 토비사부오, 예언자 요괴, 내레이션)

2001년
- 찬스 ~트라이앵글 세션~ (프로듀서)

2002년
- 아쿠에리안 에이지 (카메라맨, 마을 사람)

2003년
- 키노의 여행 - (피앙세)
- 탐정학원Q - (키자키 마사오(1화), 키리시마 소나타(36~38화))
- 나루토 - (아카도 요로이 (초대))
- 포춘 독스 - (아이리)

2004년
- SD 건담 포스 (록)
- 디어스 (과거 뮤의 주인)
- 불새 (록)
- 블리치 (사이도 에이키치로)
- 몽키 펀치 만화활동대사진

2005년
- 아이실드21 (콘고 아곤)
- 클러스터 엣지 (레니엘 집안 친척)
- BLOOD+ (스펜서)
- 따끈따끈 베이커리 (서치 호크)
- 눈의 여왕 ~THE SNOW QUEEN~ (의사)

2006년
- 삐뽀사루 겟츄! 시리즈  (삐뽀토롱클럽)
- 슈퍼로봇대전 OG 디바인 워즈  (로버트 H. 오오미야)

2007년
- DARKER THAN BLACK -흑의 계약자- (아마기리)
- 데스노트 (아이버)

2008년
- 고대왕자 공룡킹  (라시드)
- 고르고13  (리키)
- 무한의 주인  (巻百合)

2009년
- 바보형제  (호시노 이치로)
- 안녕 앤, ~before green gables~  (맥도걸, 철도원)
- 나츠메 우인장  (이소츠키의 쥐)
- 네기보즈의 아사타로  (다이콘시로키치)

2010년
- 심령탐정 야쿠모  (타카오카 선생)
- 슈퍼로봇대전 OG 디 인스펙터 (로버트 H. 오오미야)
- 세기말 오컬트 학원  (사브리다)
- 레터 비 (조이)

2011년
- 신의 인형  (카라하리 쿄스케)
- GOSICK  (쿠죠 야스히로)
- 나루토 질풍전  (사다이, 오야시로 엔)
- 블레이드  (자랄)

2012년
- 에우레카 세븐 AO  (가젤 / 긴죠 지로(본명)
- 에어리어의 기사  (사쿠라이 잇세이 감독)
- 킹덤  (이백)
- 소드 아트 온라인 (시구르드)
- 듀얼 마스터즈  (오사무라이 반 오사무)
- 명탐정 코난 - 스나다 나오키(680화 엑스트라)
- 원피스  (헤지스)

2013년
- 사사미양@노력하지않아 (스사노오)

2014년
- 아오하라이드  (의사)
- 죠죠의 기묘한 모험: 스타더스트 크루세이더즈  (J. 가일 & 행드 맨)
- 천체의 메소드 (의사)
- 디스크 전사 어벤져스  (세이버투스)
- 월드 트리거 (키도 마사무네)

2015년
- GANGSTA. - 이반 글라지예프)
- 게이트 - 자위대. 그의 땅에서, 이처럼 싸우며  (코마카도 히데요)
- 혈계전선 (캐스터 / 노모나이)
- 명탐정 코난 - (2012년 - 2019년, 이케지리 후미토, 이나무라 코시로)

2016년
- 엔드라이드  (아론)
- OZMAFIA!!  (시저)
- 긴다이치 소년의 사건부 R  (카메이 타모츠)
- 드래곤볼 超  (비츠)
- 미소녀 전사 세일러 문 Crystal (토모에 소이치)
- 루팡 3세 Part IV (프랑코)

2017년
- Chaos;Child  (신죠 타케시)
- 카도: The Right Answer  (코토노 타쿠미)
- 원피스  (샬롯 크래커)
- 시간의 지배자  (후지바야시)
- 유희왕 VRAINS  (닥터 게놈)

2018년
- 바질리스크 오우카인법첩 (쿠사나기 카즈마)
- 오버로드 Ⅲ (엘리아스 브랜트 데일 레에븐)
- 레이튼 미스터리 탐정사 카트리의 수수께끼 파일 (앤디 마틴)
- 게게게의 키타로  (아메야마)
- 은하영웅전설 Die Neue These (첸)
- 조이드 와일드 (이카즈치, 쿠로아메)
- 교토탐정 홈즈 (쿠라시나 요헤이)
- 루팡 3세 PART 5 (첸 대좌)

2019년
- 마법소녀 특수전 아스카 (마키노 아키노리)
- 페어리 테일 (베르세리온)
- 그랑블루 판타지 The Animation Season 2  (집무관)
- PSYCHO-PASS 3 - 빅토르 자하리아스)

2020년
- 테일즈 오브 크레스토리아)
- 이케부쿠로 웨스트 게이트 파크 (세키야 젠지)
- 어설트 릴리 BOUQUET - Mr. 누벨)

2022년
- BLACK★★ROCK SHOOTER DAWN FALL (대령 / 데이비드)

2023년
- 테크노로이드 OVERMIND (시바우라 하쿠슈)

### 극장 애니메이션
2002년
- 극장판 ∀건담 1 지구광 (야니 오뷰스)

2008년
- 북두의 권 극장판 (신)
- 쿵푸팬더 (맨티스(사마귀)

2009년
- 썸머 워즈 (진노우치 리이치)

2010년
- 고 녀석 맛나겠다 (곤자)

2014년
- 세인트 세이야 Legend of Sanctury (피스케스 아프로디테)

2018년
- 드래곤볼 슈퍼: 브로리 (비츠)

2019년
- 시티헌터 극장판 (시모야마다 마코토)